# شبيبة بوقطفة الرياضية
شبيبة بوقطفة الرياضية (بالفرنسية: Jeunesse athlétique de Bougatfa)‏، هو نادي رياضي تونسي متعدد الاختصاصات في حي بوقطفة في الوردية بتونس العاصمة وله عدة فروع أبرزها كرة السلة. والمصارعة والتايكوندو ورفع الأثقال والكرة الحديدية و يتنافس فيها ضمن البطولات المحلية، إضافة إلى تمثيل تونس في المنافسات القارية والدولية.

## سجل ألقاب النادي
كرة السلة :
- كأس تونس للرجال  (1) : 1974.
- بطولة السلة للسيدات  (1) : 1985.